# بيريتا 92
بيريتا 92 (بيريتا 96 ، بيريتا 98 ) هو من ضمن سلسلة مسدسات نصف آلي من صنع شركة بيريتا الإيطالية.
تم تصميم النموذج 92 سنة 1972 واستمر إنتاجه وفق نسخ عديدة مختلفة الأعيرة حتي الآن. وقامت القوات المسلحة الأمريكية بإستبدال نسخته من طراز 1911A1 بأخري من طراز 92F أو ما يطلق عليه M9 وذلك عام 1985. ويعتبر من أجمل المسدسات وأفضلها حيث يزيد طول سبطانته عن طول الجسم بمقدار ضئيل ليسهل تركيب كاتم الصوت عليه.
وبالرغم من أن 5000 نسخة من التصميم الأساسي للمسدس تمت صناعتها بين سنتي 1975 و 1976 ؛ إلا أن التصميم الأصلي ينتج حاليا وفق 4 نسخ (FS, G, D , DS), و 4 أعيرة.
- عيار 9×19 ملي، سلسلة 92
- عيار 40 سميث و ويسون  [لغات أخرى]‏، سلسلة 96
- عيار 9*21 مللي  [لغات أخرى]‏، سلسلة 98
- عيار 7.65*21 مللي، سلسلة 98

## تاريخ السلاح
مسدس بيريتا 92 هو تطوير للاصدرات السابقة لشركة بيريتا مثل إم 1922 و إم 1951 ، فمن ال إم 1922 جاء تصميم زلاقة المسدس العلوية المفتوحة، في حين ان معظم باقي الاجزاء من ال إم 1951 .
قام كلا من كارل بيريتا وجوزيبي ماتزيتي وفيتوريو فاليه وكل المصممين الخبراء في الاسلحة النارية في شركة بيريتا بعمل أول تصميم للبيريتا 92 عام 1975 .

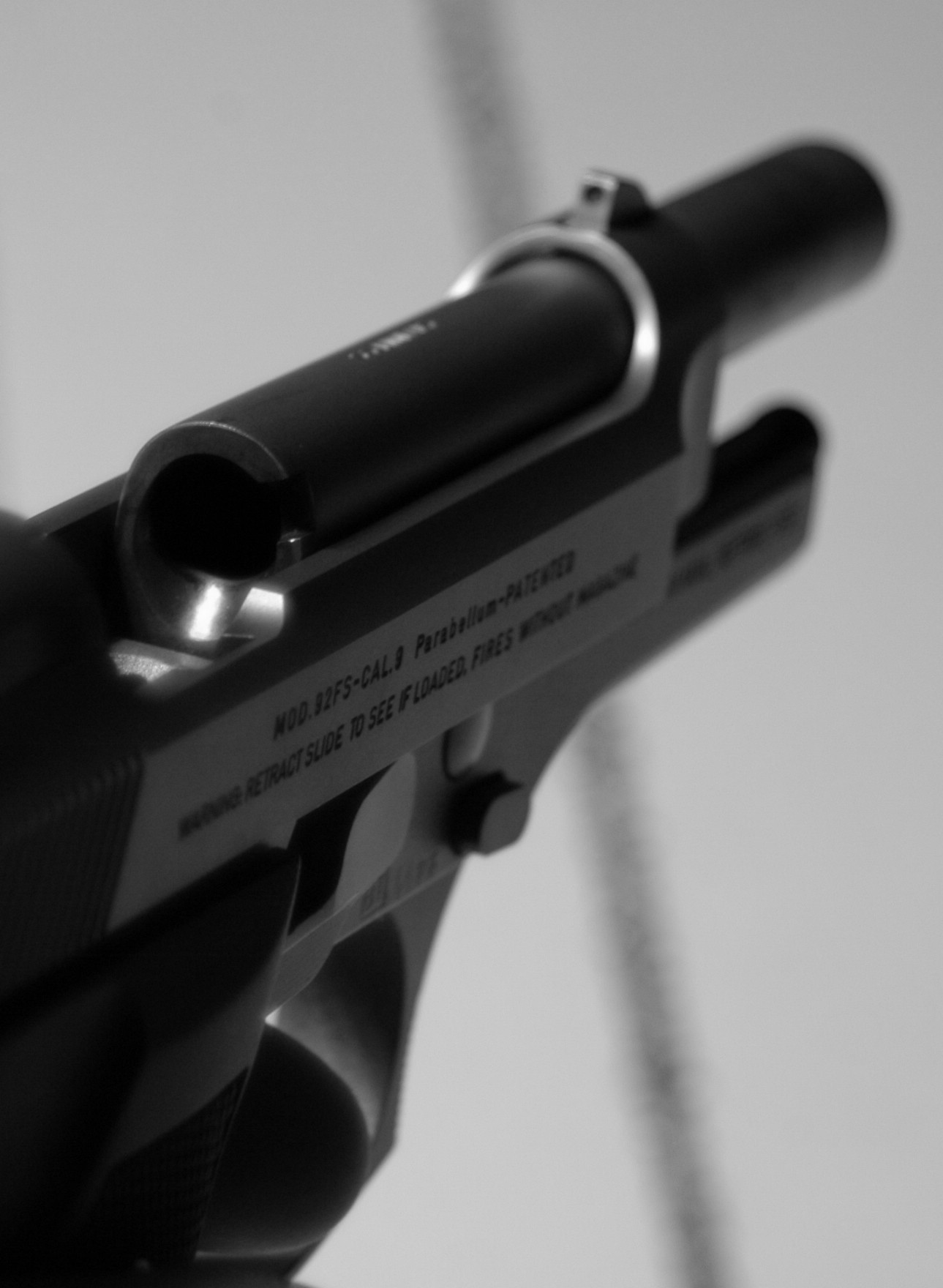
تفاصيل الجزء الامامي من بيريتا 92 اف اي

### 92
بدأ الإنتاج في هذه السلسلة من السلاح عام 1975 وانتهى عام 1983، تقريبا تم إنتاج 7000 وحدة في المرحلة الأولى، والباقي كان في المرحلة الثانية بحس ماورد في موقع berettacollection.com .
يستخدم هذا الإصدار من السلاح عيار 9×19 ملي.

### 92 اس
جاء هذا الإصدار لتلبية رغبات بعض المنظمات المسلحة الشرعية، لتقوم شركة بيريتا على اثره بتطوير الإصدار السابق (92) باضافة صمام أمان زلاق، واستبدال بعض الاجزاء الأخرى. مما ترتب عليه ان حل هذا الإصدار محل الإصدار السابق في المؤسسات العسكرية الرسمية والشرعية أيضا في إيطاليا.

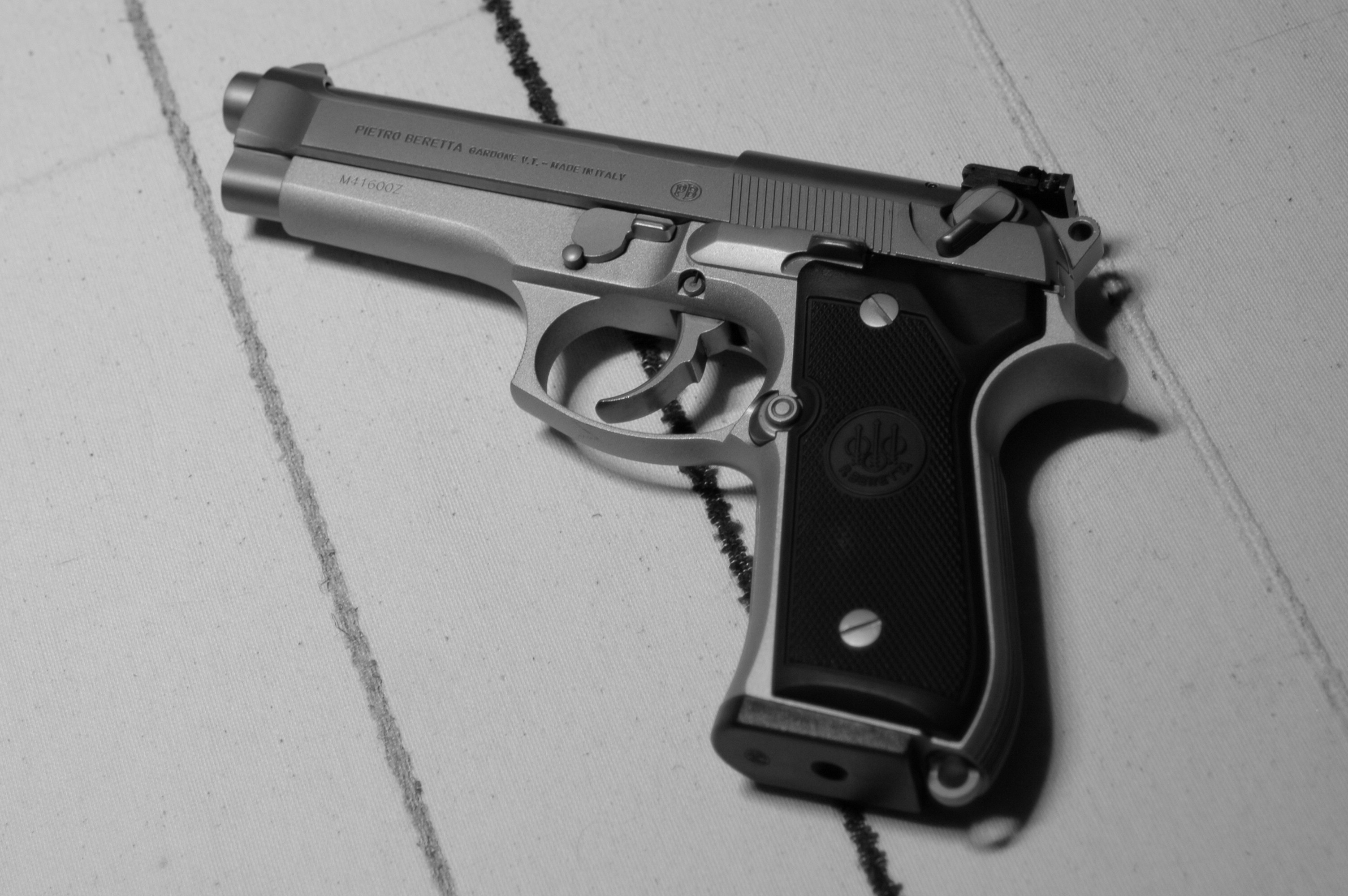
الجانب الايسر من بيريتا 92 اف اس

### 92 اس بي
هو الإصدار الأكثر ندرة بين جميع الاصدارات، تمت تسميته في البداية ب 92 اس-1 تم تصميمة خصيصاً لسلاح الجو الأمريكي، وتضمن هذا الإصدار تعديلات ال 92 اس وإضافة كتلة القادح وتعديلات أخرى في اماكن بعض الاجزاء.

### 92 اف اس

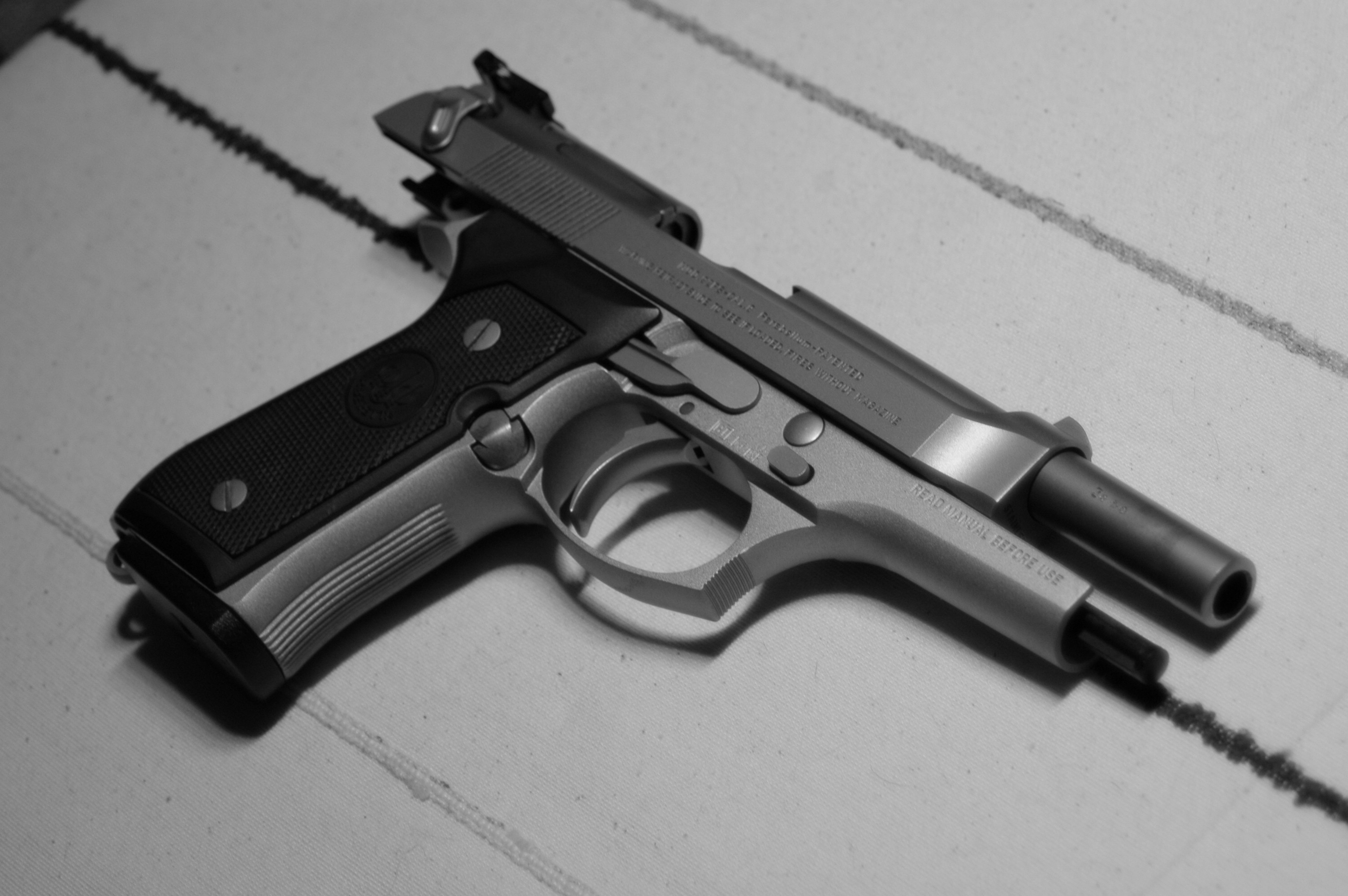
الاصدار بيريتا 92 اف اس بعد سحب الزالق

### 92 إيه-1 و 96 إيه-1

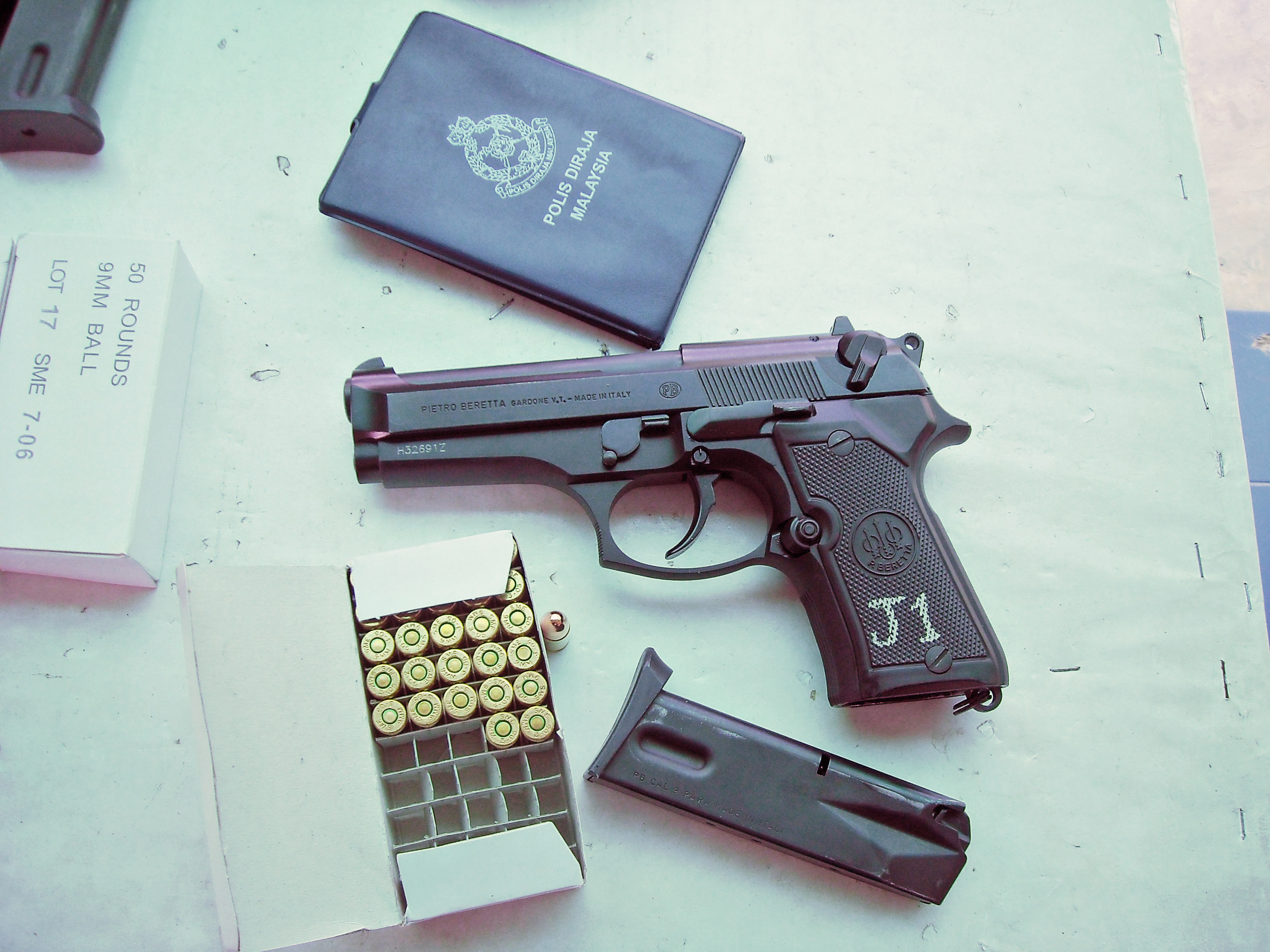
بيريتا 92 المدمجة تابعة للشرطة الملكية الماليزية

## المستخدمون
- 🇮🇶 العراق.وزارة الداخلية.فرقة الرد السريع
- أفغانستان
- ألبانيا [6]
- الجزائر [7]
- بنغلاديش [8]
- البرازيل [7]
- تشيلي [9]
- كولومبيا [7]
- مصر
- فرنسا [10]
- جورجيا [11]
- الهند [12]
- اندونيسيا [13]
- إيطاليا [14]
- اليابان
- الأردن [7]
- الكويت
- لوكسمبورغ [15]
- ليبيا [7]
- ماليزيا [16]
- المكسيك [17]
- موناكو [18]
- المغرب [7] د
- روسيا [19]
- سوريا [11]
- تركيا [7]
- أمريكا [14]
- كوريا الجنوبية [20]